# Presenningband

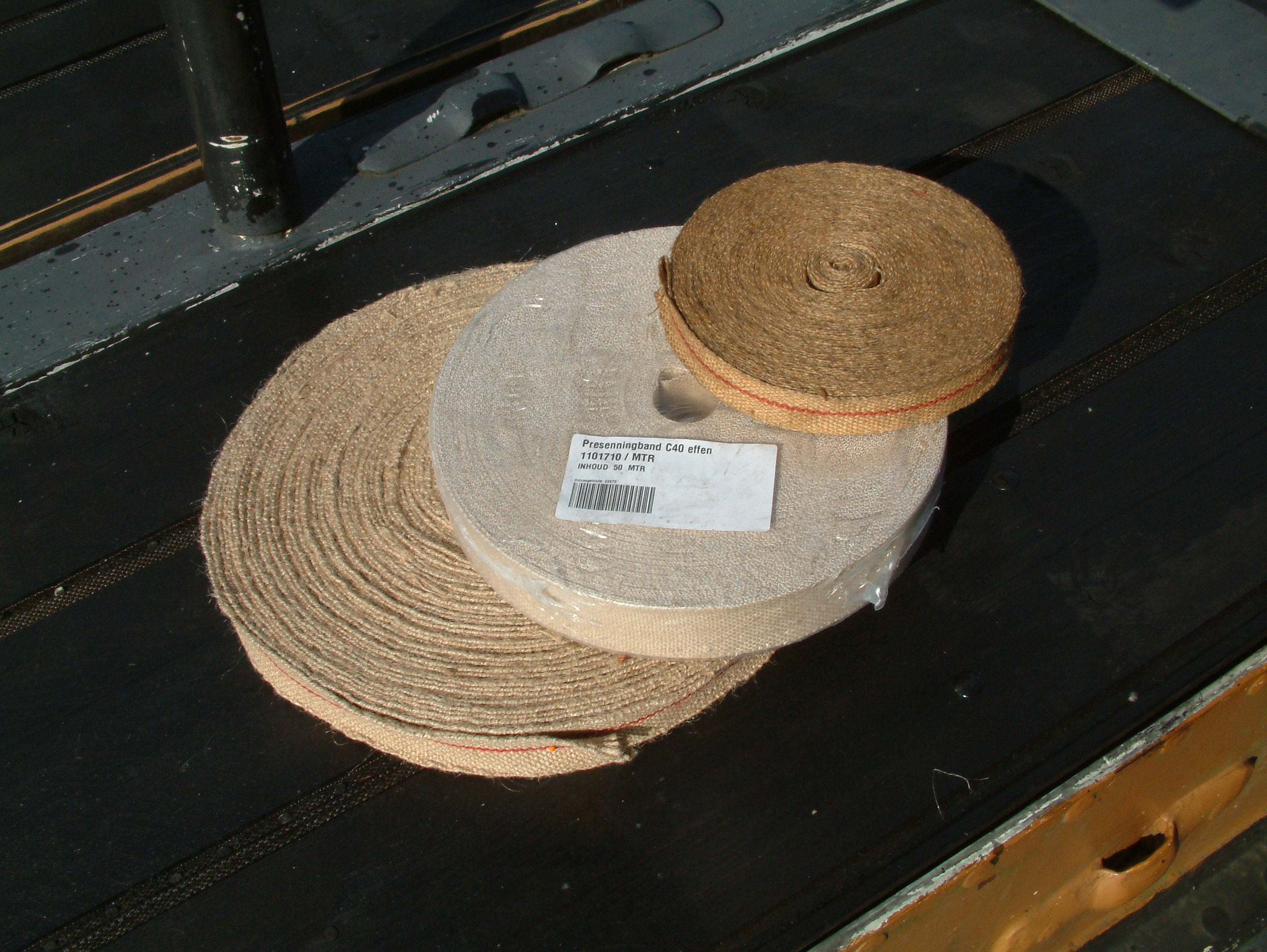
Oud en nieuw presenningband

Presenningband is van oudsher een jute band van pakweg drie centimeter breed, met een ingeweven gekleurde streep. Het wordt gebruikt om de sponning tussen de planken van scheepsluiken waterdicht af te sluiten. Presenningband in de luiken wordt ook wel kortweg presenning genoemd.
De maat van de sponning tussen de planken moet zodanig zijn, dat het presenningband niet boven de planken uitsteekt. Het band gaat kapot als over de luiken wordt gelopen of als de luiken worden gestapeld.
Presenningband wordt nog wel verkocht, maar met een breedte van vier centimeter en met een witte polyethyleen draad erdoorheen geweven. Het TextielMuseum in Tilburg heeft het originele presenningband nog een tijd in productie gehad.
Bij het maken van scheepsluiken wordt er onder het presenningband oliepapier gelegd en het band in de sponning met kopspijkertjes vastgespijkerd.

Er zijn verschillende scholen in de manier van spijkeren van de presennings
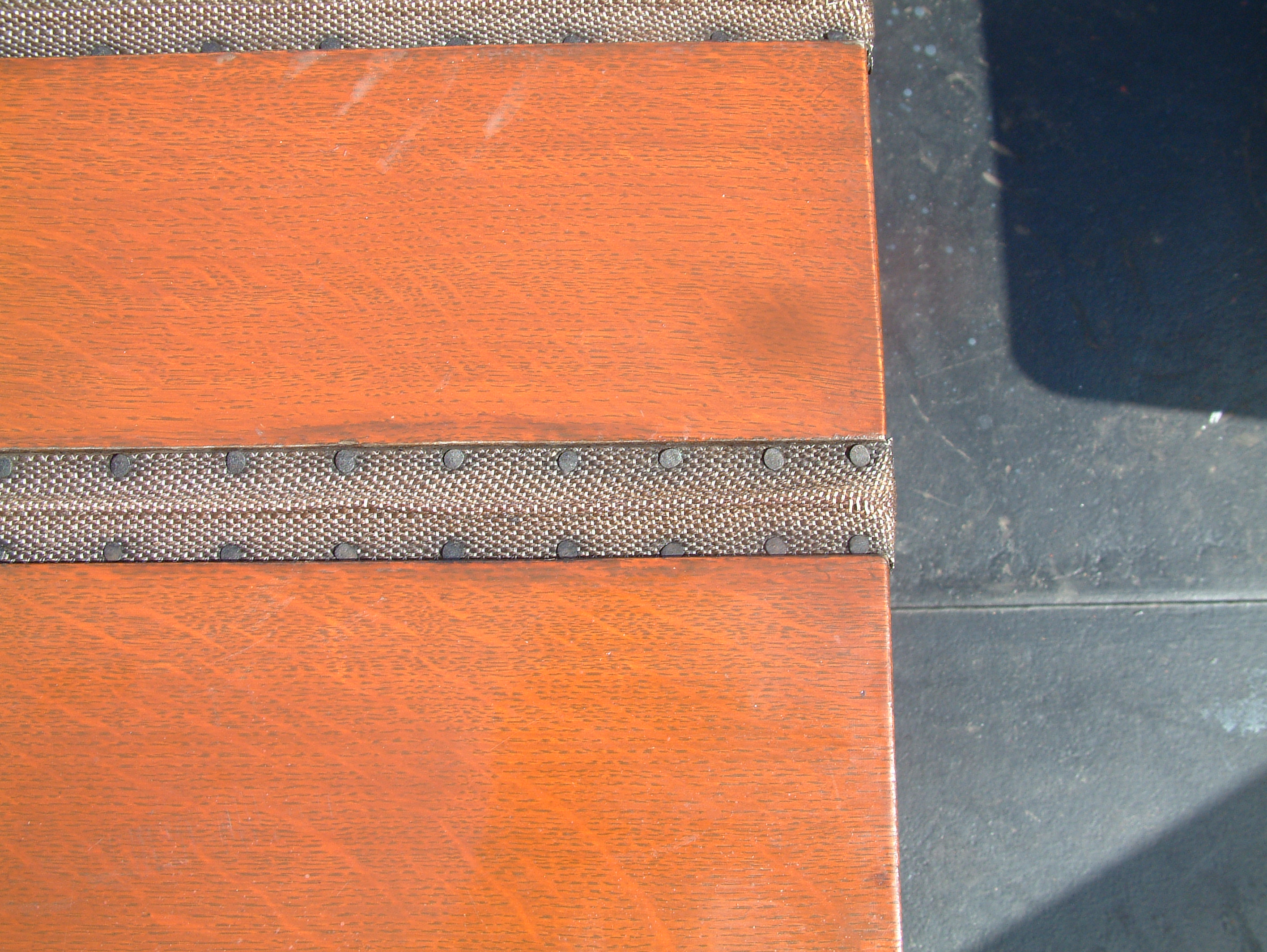
Vlak in de sponning gespijkerd, recht spijkeren
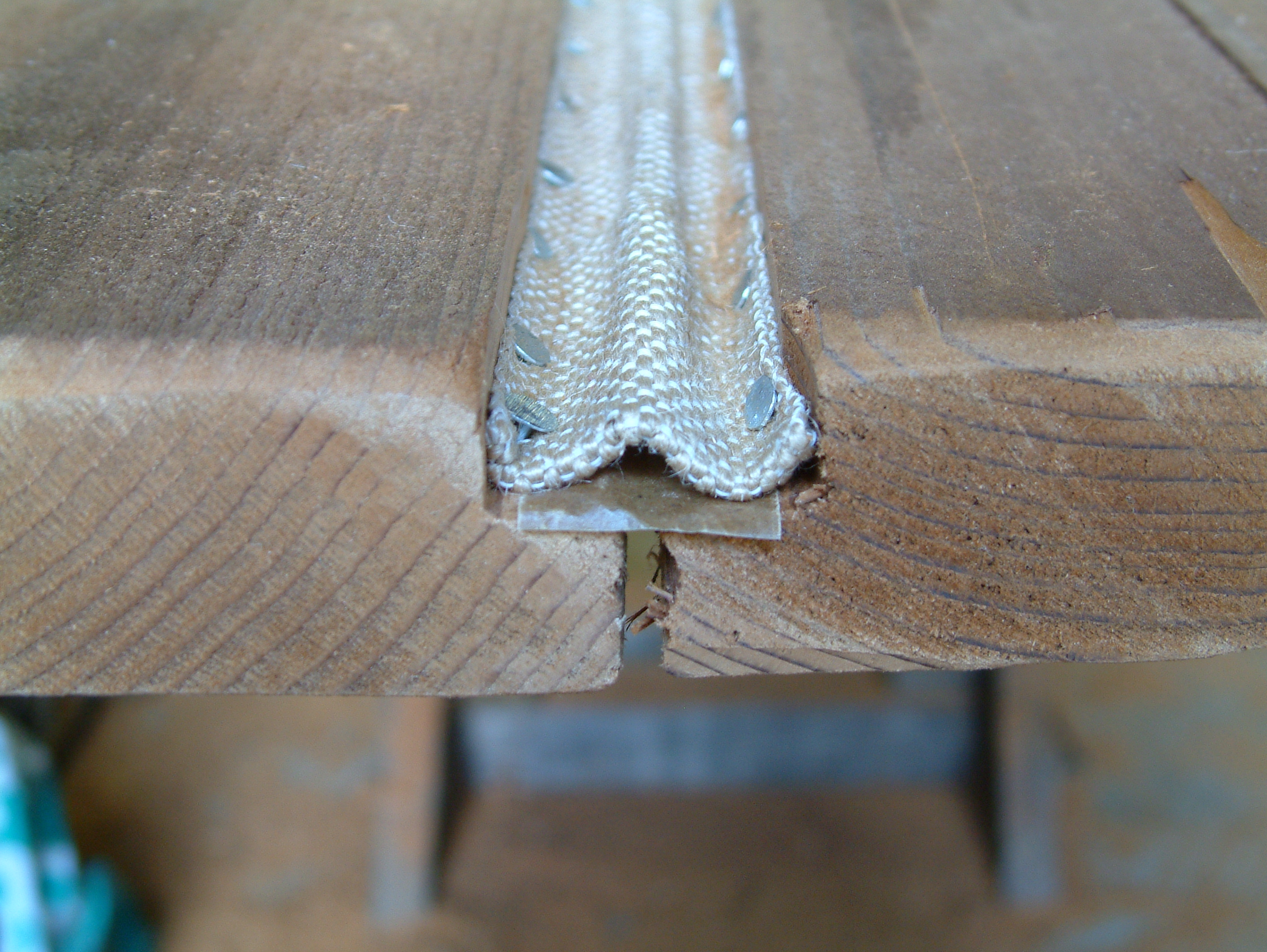
Band tegen de opstaande kant van de sponning, in de hoeken gespijkerd
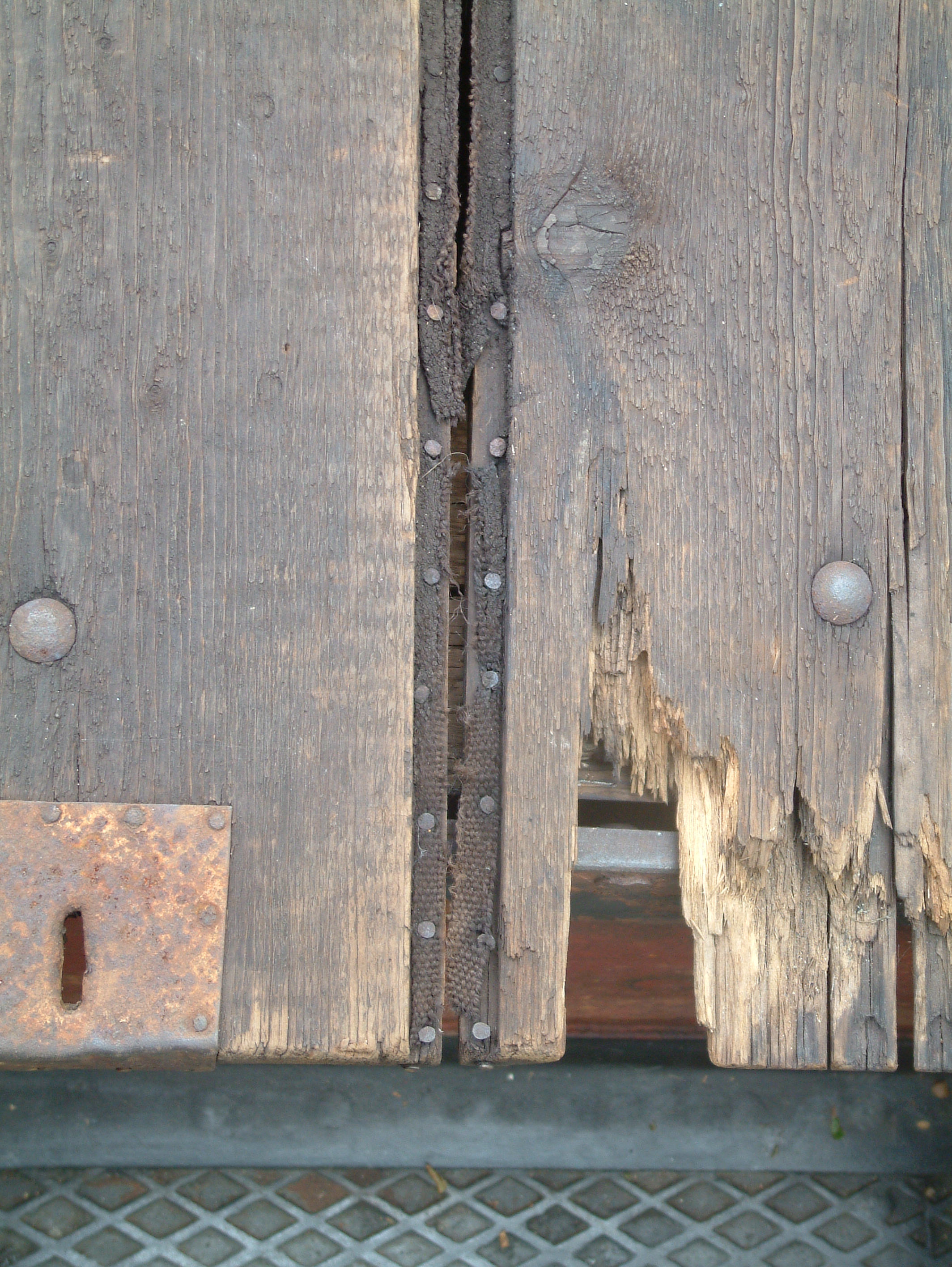
De spijkertjes naast elkaar
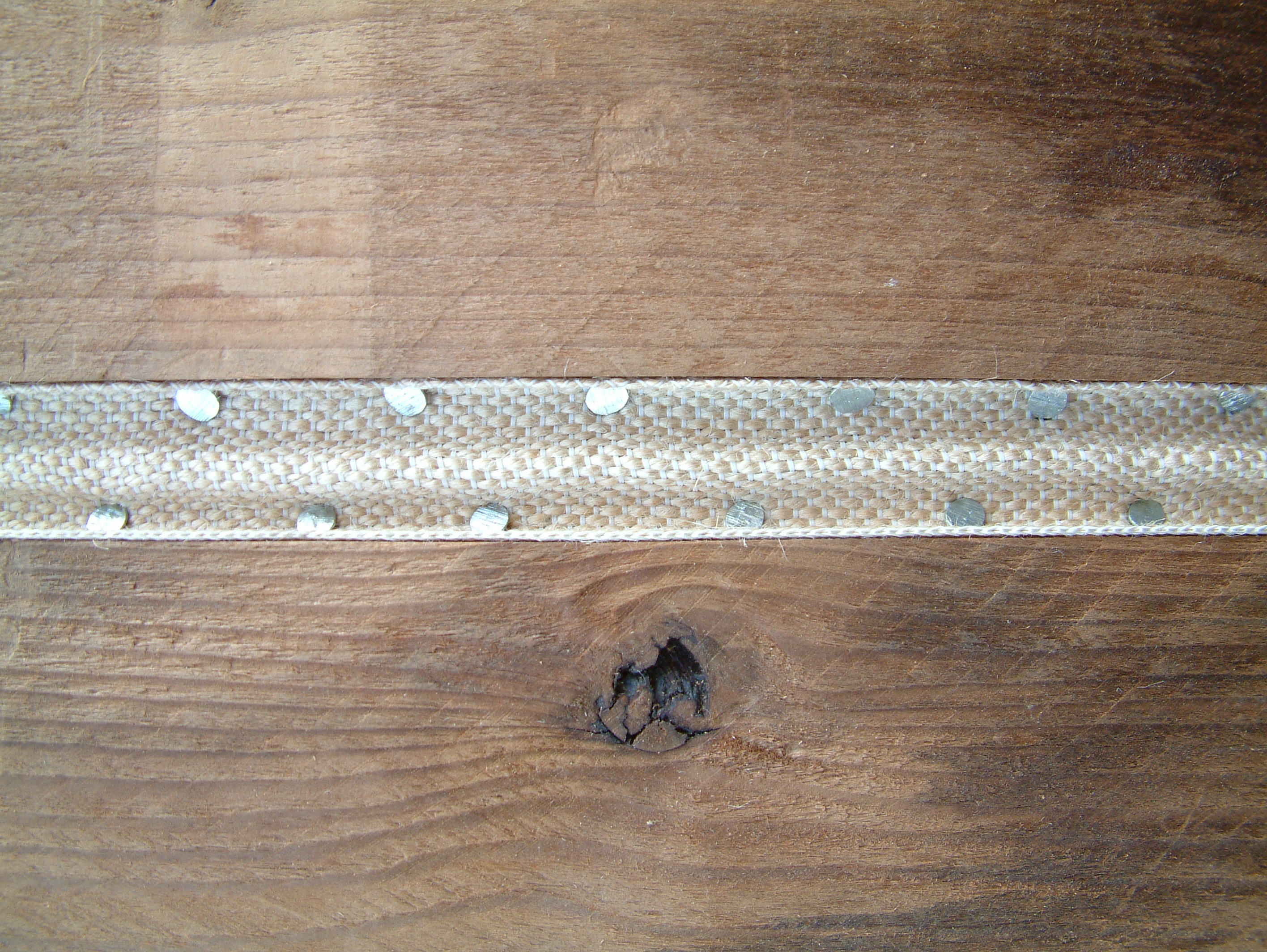
De spijkertjes versprongen

Het is fout is om het presenningband aan de onderkant van het luik vast te zetten. De spijkertjes blijven staan wanneer het band wegrot zodat men zijn handen hieraan kan openhalen.

Alternatieven
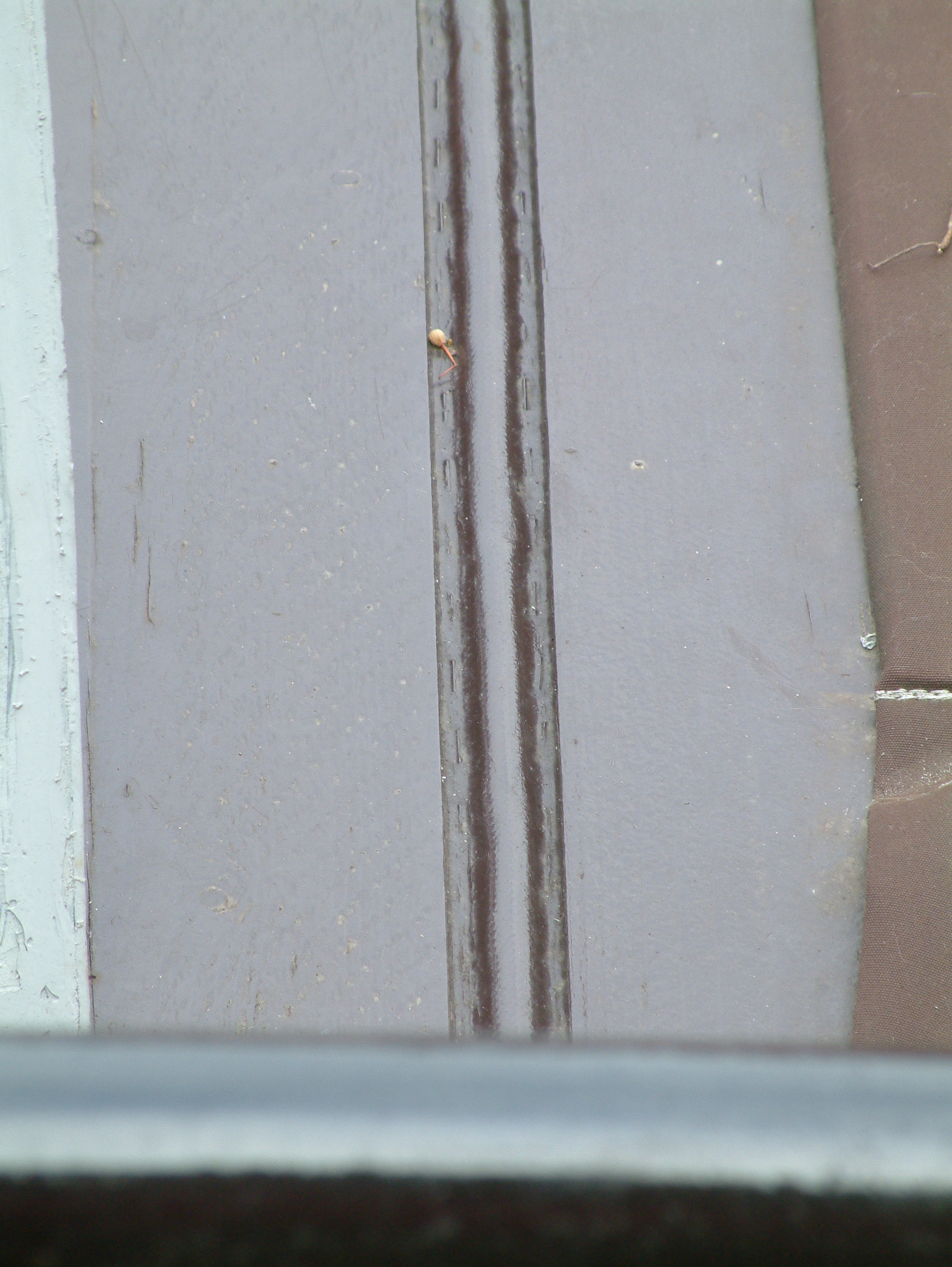
In plaats van kopspijkers nietjes gebruiken
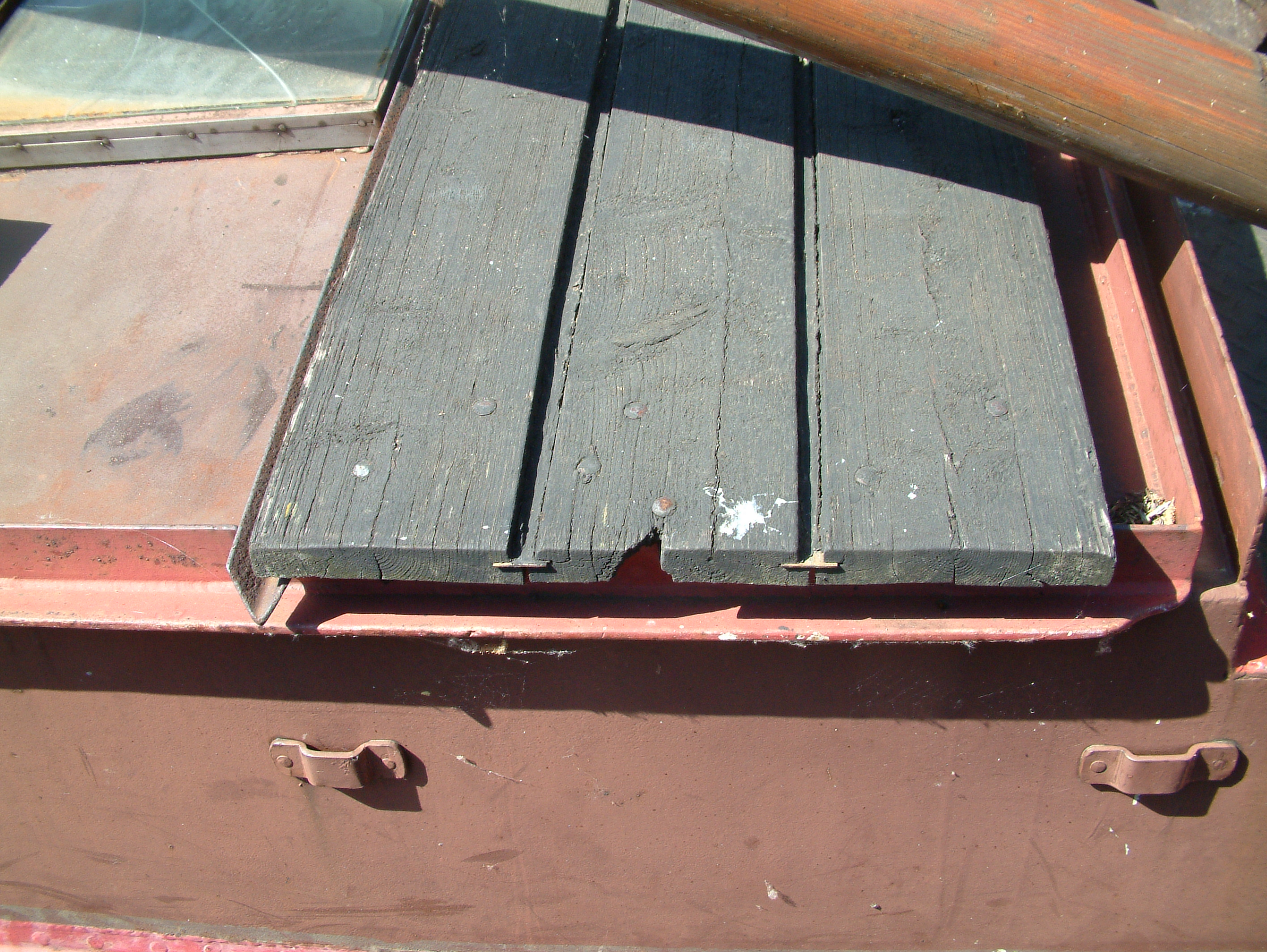
In plaats van presenningband ingefreesde strips gebruiken

De alternatieve strips kunnen zijn van:
- gegalvaniseerd bandijzer
- kunststof
- aluminium

Voor de duurzaamheid van de presenning is het van belang dat ze zo lang mogelijk soepel blijven. Daartoe wordt na het vervaardigen van het luik de presenning in de bruine teer gezet, of in de dekkledensmeer. Sommige schippers mengden meel door de teer voor de presennings, want daarmee werden die minder snel hard. Een andere methode om ze zacht te houden was om na het teren een puts water over de teer te gooien. In geen geval mocht er koolteer voor de presennings gebruikt worden.